# Neivamyrmex planidorsus
Neivamyrmex planidorsus é uma espécie de formiga do gênero Neivamyrmex.